# Ван-Дунем, Жозе
Ферна́нду Жозе́ де Фра́нса Ди́аш Ван-Ду́нем (порт. Fernando José de França Dias Van-Dúnem; 24 августа 1934, Луанда — 12 июня 2024, Лиссабон) — 2-й и 4-й премьер-министр Анголы в 1991—1992 и 1996—1999 годах.

## Биография
Родился в 1934 году в Луанде. Окончил Коимбрский университет. Имеет учёную степень доктора права. Был министром юстиции Анголы в 1986—1990 годах и премьер-министром Анголы с июня 1991 по декабрь 1992 и с июня 1996 по январь 1999 года. В период с декабря 1992 по июнь 1996 года был председателем Национальной Ассамблеи Анголы. Член партии МПЛА.
Умер 12 июня 2024 года в Лиссабоне, Португалия в возрасте 89 лет.